# Alfons Spiegel
Alfons Spiegel (* 1928; † 12. August 2004) war Journalist und Sportchef beim ZDF.
Der Diplom-Sportlehrer Alfons Spiegel, der in den 1950er Jahren Tischtennis in der Oberliga West spielte, arbeitete seit dem Sendestart 1963 für das ZDF. Ab 1963 war er Moderator und verantwortlicher Redakteur des ZDF-Fixtums Der Sport-Spiegel. 1973 wurde er Stellvertreter des ZDF Sportchefs Hanns Joachim Friedrichs, dem er von 1981 bis 1984 im Amt nachfolgte. Gelegentlich moderierte er in früheren Jahren auch das aktuelle Sportstudio.
Spiegel lebte von 1960 bis zu seinem Tod im Ortsteil Engenhahn (Wildpark) der Gemeinde Niedernhausen im Taunus.